# Along Came a Spider
Az Along Came a Spider, a hard rock énekes Alice Cooper 2008-as, 25. stúdióalbuma. Az album három évvel követte elődjét, a Dirty Diamonds-ot. A korong 2008. július 28-án jelent meg Európában, és rá egy napra, 2008. július 29-én Észak-Amerikában is a boltokba került. Az album Cooper klasszikus irányvonalán mozog, olyan albumokon mint a Hey Stoopid, vagy a '70-es évekbeli munkák. A lemezen több ismert előadó is közreműködik, mint Slash, vagy Ozzy Osbourne. Ozzy nevét a CD-füzetben J. Osbourne-ként tüntették fel. A többi hangszerekért Cooper kísérő zenekara felel: Keri Kelli, Jason Hook, Eric Singer, Chuch Garric.

## Az album dalai
1. Prologue/I Know Where You Live - 4:21
2. Vengeance Is Mine - 4:26
3. Wake the Dead - 3:53
4. Catch Me If You Can - 3:15
5. (In Touch With) Your Feminine Side - 3:16
6. Wrapped in Silk - 4:17
7. Killed by Love - 3:34
8. I'm Hungry - 3:58
9. The One that Got Away - 3:21
10. Salvation - 4:36
11. I Am the Spider/Epilogue - 5:21

## Közreműködők
- Alice Cooper - ének
- Danny Saber - gitár (1,2,3,5,6,7,8,10,11); slide gitár (4); e-bow (4); basszusgitár (1,3,6,8,10,11); zongora (7); billentyűs hangszerek (1,3,6,7,8,10,11); szintetizátor (4)
- Greg Hampton - gitár (2,4,6,8,9,11); basszusgitár(4); billentyűsök (4,9,11); háttérének (1,2,3,4,6,8,11)
- Keri Kelli - gitár (5,7,9)
- Jason Hook - gitár (5)
- Slash - szólógitár (2)
- Whitey Kirst - gitár (8)
- Chuck Garric - basszusgitár (2,7,9); háttérének (2)
- Eric Singer - dobok (1,2,4,5,6,7,9,11)
- David Piribauer - dobok (8,10)
- Steffen Presley - B3 orgona (6)
- Ozzy Osbourne - harmonika (3)
- Bernard Fowler - háttérének (1,3,4,5,6,7,8,9,10,11)
- Calico Cooper - háttérének (5)

## Helyezések
| Év   | Lista           | Helyezés |
| ---- | --------------- | -------- |
| 2008 | Billboard 200   | 53       |
| 2008 | Brit albumlista | 31       |